# Gwen Jackson
Gwendolyn Michelle Jackson, detta Gwen (Eufaula, 23 ottobre 1980), è un'ex cestista e allenatrice di pallacanestro statunitense, professionista nella WNBA.

## Carriera
È stata selezionata dalle Indiana Fever al primo giro del Draft WNBA 2003 (6ª scelta assoluta).